# Henry Vansittart

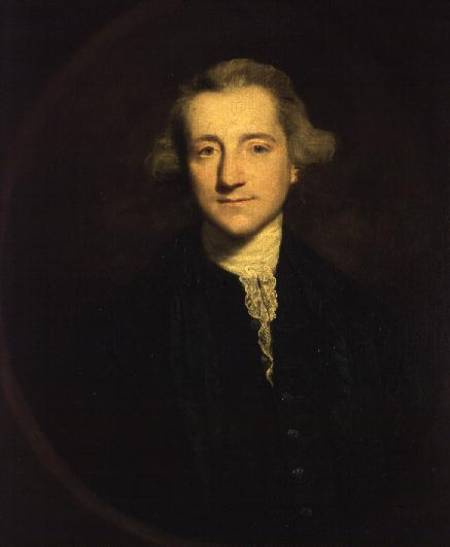
Henry Vansittart, olieverfportret door Joshua Reynolds, jaartal onbekend.

Henry Vansittart (Bloomsbury, 3 juni 1732 - Straat Mozambique, 1770) was een Engels politicus en koloniaal bestuurder in Brits-Indië. Hij diende als de Britse gouverneur van Bengalen tussen 1759 en 1764. Hij volgde Robert Clive op en liet de nawab van Bengalen, Mir Jafar, afzetten ten gunste van dienst schoonzoon Mir Qasim. Vansittarts falen om tot een vergelijk tussen de nieuwe nawab en de East India Company te komen leidde tot een nieuwe oorlog.

## Levensloop
Henry Vansittart was de derde zoon van Arthur van Sittart, een rijke handelaar en directeur van de Muscovy Company, en Martha Stonhouse, dochter van de politicus John Stonhouse, 3e Baronet of Radley. De familie Vansittart was oorspronkelijk van Limburgse afkomst.
Vansittart zeilde in 1745 op 13-jarige leeftijd naar Madras om in Fort St. David als klerk voor de East India Company te werken. Hij maakte binnen de Company snel carrière, hoewel hij vanaf 1751 voor drie jaar terugkeerde naar Engeland. In 1754 trouwde hij met Amilia Morse, de dochter van Nicholas Morse, de gouverneur van Madras. In 1757 werd Vansittart tot lid van de Madras Council benoemd. In 1759, tijdens de Derde Oorlog om de Carnatic, hielp hij de stad te verdedigen tegen de Fransen. In november 1760 werd hij benoemd tot gouverneur van Bengalen als opvolger van Robert Clive.
Vansittart kwam in juli 1760 aan in Calcutta. Een van zijn eerste beslissingen was het afzetten van de nawab van Bengalen, Mir Jafar, ten gunste van diens schoonzoon Mir Qasim. Dit vergrootte aanvankelijk de macht van de Britten in Bengalen. Vansittart was echter niet in staat een einde te maken aan wijdverspreid machtsmisbruik, corruptie en zelfverrijking onder Britse beambten, hetgeen kwaad bloed zette bij de inheemse elite. Mir Qasim eiste dat de belasting voor inheemse en Britse handelaren gelijk werd gesteld om eerlijke concurrentie mogelijk te houden. Vansittart stemde hiermee in, maar het verdrag werd getorpedeerd door de Calcutta Council, waarvan de leden zelf handelaren waren en baat hadden bij de oneerlijke situatie. Mir Qasim begon zich daarop tegen de Britten te bewapenen en in 1763 verdreef hij de Britten uit Patna en Murshidabad. In Patna werd het hele Britse regiment gevangengezet. Vansittart was gedwongen de nawab de oorlog te verklaren.
De oorlog verliep gunstig voor de Britten. Hoewel Mir Qasim de Britse gevangenen terecht liet stellen werden zijn troepen uit Bengalen en Bihar verdreven. Mir Qasim sloot daarop een bondgenootschap met de nawab van Avadh, Shuja-ud-Daula. Een gezamenlijke strijdmacht van de Indiase vorsten werd echter op 23 mei 1764 in de slag bij Buxar verslagen door Britse troepen onder majoor Hector Munro. Vansittart voelde zich persoonlijk verantwoordelijk voor het verbreken van de vrede en diende op 28 november 1764 zijn ontslag in, om naar Engeland terug te keren. Robert Clive, die was teruggekeerd naar India, nam de functie van gouverneur opnieuw op zich.
Vansittart schreef een verdediging van zijn handelen in Bengalen, die gepubliceerd werd in 1766 onder de titel  A Narrative of the Transactions in Bengal from 1760 to 1764. In Londen werd hij door de directeuren van de East India Company ondervraagd, maar dezen konden geen fouten in zijn handelen ontdekken. In 1768 werd hij tot parlementslid verkozen voor het district Reading, en een jaar later trad hij toe tot de directeuren van de East India Company. Samen met Luke Scrafton en Francis Forde werd Vansittart opnieuw naar India gestuurd om onderzoek te doen naar de corruptie en het wanbestuur van de beambten van de Company. Hun schip verliet Engeland in september 1769 en rondde Kaap de Goede Hoop in december, maar is daarna op zee verloren gegaan. Aangenomen wordt dat het met man en muis verging in de Straat Mozambique.
Vansittarts jongste zoon, Nicholas Vansittart, was van 1812 tot 1823 Chancellor of the Exchequer, de Britse minister van financiën en economische zaken. Een andere zoon, Robert Vansittart, was een vermaard cricketspeler.